# Eddie's Archives
Eddie's Archives är en CD-box med Iron Maiden, släppt 2002. Detta samlarobjekt innehåller tre dubbelskivor, Beast Over Hammersmith, The BBC Archives och Best Of The B-Sides.

## Beast Over Hammersmith
Beast Over Hammersmith skulle blivit ett livealbum, men planerna ställdes in då ljudkvaliten ansågs vara för låg. Albumet är inspelat från The Beast on the Road-turnén 1982.

## The BBC Archives
The BBC Archives innehåller alla radiosändningar med Iron Maiden som har gjorts med BBC. Det mest intressanta med skivan är att Tony Parsons, en gitarrist från den tidiga Maidentiden, medverkar på radiosändningen Friday Rock Show Session. Låten Killers från Reding 1980 skiljer sig från den som till slut hamnade på albumet Killers 1981.

## Best Of The B-Sides
Best Of The B-Sides innehåller de bästa b-sidorna från Iron Maidens karriär.